# Station Vagney
Station Vagney is een spoorwegstation in de Franse gemeente Vagney. Het station is gesloten.